# Chicopee
Chicopee è una città degli Stati Uniti d'America facente parte della contea di Hampden nello stato del Massachusetts.
Situata sul fiume Connecticut, è soprannominata "Crossroads of New England" (Crocevia del New England) per la sua posizione baricentrica rispetto alle circostanti aree metropolitane.

## Località
Nel territorio del comune si trovano le seguenti località:
- Aldenville
- Willimansett
- Chicopee Center (Cabotville)
- Chicopee Falls (Skipmuck)
- Fairview